# Jaco Pastorius
Pour les articles homonymes, voir Pastorius.
John Francis Anthony Pastorius III, plus connu sous son nom de scène Jaco Pastorius, est un bassiste de jazz et jazz fusion américain, né le 1er décembre 1951 à Norristown (Pennsylvanie) et mort le 21 septembre 1987 après avoir été violemment battu à Fort Lauderdale (Floride).
Technicien virtuose, il a une influence majeure sur le rôle de la basse électrique et sur son passage du rôle de simple accompagnateur à celui de véritable soliste. Établissant sa réputation internationale au sein du groupe Weather Report à partir du milieu des années 1970, il impose à son époque le son fretless, obtenu en jouant sur un manche de basse électrique sans frette. Pat Metheny dit de lui qu'il est « le dernier jazzman du XXe siècle à avoir influencé les générations suivantes ».

## Biographie

### Jeunesse et formation
John Francis, dit Jaco Pastorius, naît en 1951 en Pennsylvanie. Son père, musicien professionnel (batteur et chanteur) est d'origine allemande et sa mère d'origine finnoise. Il a 7 ans quand sa famille s'installe en Floride. Jaco Pastorius y passe son enfance et s'imprègne de toutes les musiques qu'il peut entendre (musique des Caraïbes, jazz, rhythm and blues, rock…).
Il va à l'école élémentaire à la St. Clement Catholic School, puis au lycée au Northeast High à Oakland Park. Sportif accompli, il pratique de nombreux sports, dont le football américain, le basket-ball, le baseball. Son arrogance lui vaut des déboires assez tôt. À 13 ans, il se casse le poignet en jouant au football ce qui aura pour conséquence d'entraver durablement son aptitude à jouer de la batterie.
Il s'initie au piano, à la guitare et même au saxophone. À 15 ans, après une nouvelle opération au bras, il adopte définitivement la basse. Il utilise une basse fretless qu'il se bricole à partir d'une Fender Jazz Bass 1962 dont il lime les frettes, recouvre le manche de plusieurs couches d'un vernis époxy et y adapte dans un premier temps des cordes flat wounds (pour sonner comme une contrebasse), puis des cordes round wounds de marque Rotosound modèle Swing Bass 66 (qui donneront l'originalité de sa sonorité de basse fretless)
Il débute dans des orchestres locaux, notamment « La Olas Brass », un groupe de cuivres de neuf musiciens, spécialisé dans les reprises d'Aretha Franklin, Otis Redding, Wilson Pickett, James Brown et le Tijuana Brass. Après le départ de son bassiste David Neubauer, il le remplace et commence son ascension irrésistible de bassiste légendaire. Il joue, un temps, sur des bateaux de croisière (il va croiser les musiciens des Wailers et découvrir le reggae en Jamaïque). Il fait une très longue tournée avec les C.C. Riders (alias The Cochran's Circuit Riders), le groupe du chanteur Wayne Cochran. Pastorius considérera toujours cette tournée comme la période la plus heureuse de sa vie.

### Surnom
Né « John Francis Pastorius III », son nom de confirmation Anthony produit « John Francis Anthony Pastorius III ». Le choix du pseudonyme « Jaco » semble avoir été influencé par son admiration pour l'arbitre de la Ligue nationale de baseball Jocko Conlan. Une erreur d'orthographe dans une lettre adressée par le pianiste français Alex Darqui aurait orienté son choix vers « Jaco ».

### Influences
L'une des plus grandes sources d'influence de sa vie fut, selon lui, Herbie Hancock qui lui fit découvrir notamment Gil Evans et la musique du temps de Louis Armstrong. Il a d'ailleurs grandi dans l'entourage de Herbie Hancock en Floride et suivi ses pas.
D'autres influences citées par lui : James Brown, les Beatles, Miles Davis, Igor Stravinsky, Jimi Hendrix, Duke Ellington, Charlie Parker, Paul Hindemith, Frank Sinatra, Tony Bennett, The Band, Santana, Frank Zappa, Bob Marley, Rocco Prestia, Ray Charles, Charles Mingus, John Coltrane, Otis Redding, Cannonball Adderley, Jerry Jemmott, James Jamerson et Lucas Cottle (un bassiste néo-zélandais inconnu qui jouait souvent avec lui).

### Le succès

#### Avec Ira Sullivan,Paul BleyetPat Metheny
Au début des années 1970, installé à Miami, Jaco Pastorius joue dans l'orchestre du multi-instrumentiste Ira Sullivan et donne des cours à l'université. Là, il rencontre le jeune Pat Metheny qui lui présente le pianiste Paul Bley. En 1974, le groupe de Bley, composé de Metheny, Pastorius et du batteur Bruce Ditmas, enregistre un album qui, « business oblige », sera réédité ultérieurement sous le titre Jaco, le bassiste étant entre-temps devenu un musicien reconnu. En 1975, Pastorius joue aux côtés du batteur Bob Moses sur le premier disque de Pat Metheny, Bright Size Life, qui est en fait à l'origine la démo de Metheny pour trouver des concerts. ECM distribuera ce disque comme un album produit par la maison.

#### En solo
En 1975, il enregistre pour le label Epic son premier album solo, intitulé Jaco Pastorius. Cet album, qui lui apporte la célébrité, est foisonnant et donne un bon aperçu de la virtuosité et du large spectre musical de Pastorius (jazz, rhythm and blues, rock, musique des Caraïbes). Cet album contient, entre autres morceaux d'anthologie, une reprise du standard bebop Donna Lee de Miles Davis (crédité par erreur à Charlie Parker) en duo avec le percussionniste Don Alias, un morceau en solo — Portrait of Tracy (en) — dans lequel Pastorius utilise, largement au-delà de ce qui était alors entendu, la technique du jeu mélodique et en accords d'harmoniques et démontre que la basse peut être abordée comme un instrument polyphonique, un thème soul Come on, come over avec les chanteurs Sam & Dave, des titres jazz fusion ou latin jazz avec Herbie Hancock et Hubert Laws, etc.
En 1976, il propose ses services à Joe Zawinul de Weather Report. Il remplace Alphonso Johnson sur deux titres de Black Market.
La même année, il enregistre avec la chanteuse Joni Mitchell l'album Hejira qui le fera connaître dans le monde de la pop music « West Coast ». Par la suite, il enregistrera 3 autres albums avec Joni soit Don Juan's Reckless Daughter en 1977, Mingus en 1979 et finalement le double live Shadows and Light en 1980 avec Pat Metheny, Lyle Mays et Michael Brecker.

#### Weather Report: la période de gloire

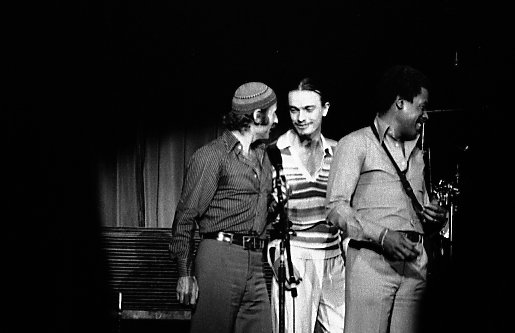
Weather Report, Toronto, 27 novembre 1977 : Joe Zawinul, Jaco Pastorius et Wayne Shorter

C'est donc en 1976 qu'il rejoint Weather Report, le groupe de jazz-rock fondé par Joe Zawinul et Wayne Shorter dans lequel Pastorius restera jusqu'en 1982. Avec l'arrivée de Pastorius, et grâce au charisme de ce dernier, Weather Report connaît un succès planétaire dépassant largement le petit cercle des amateurs de jazz. Zawinul et Shorter ne s'y trompent pas et Pastorius est coproducteur dès le deuxième album. On peut entendre Pastorius sur les albums Black Market (1976), Heavy Weather (1977, qui contient Birdland et Teen Town), Mr Gone (1978), 8:30 (1979), Night Passage (1980) et Weather Report (1982). Joe Zawinul le surnomma « Jaco the catalyst » en raison de sa capacité à catalyser l'attention du public.
Pour évaluer l'importance de Jaco dans l'univers du jazz-rock, citons la simple phrase publiée quelques années plus tard lors d'un tour d'horizon historique par le magazine Le Monde de la musique : « fin 82, Pastorius et Erskine quittent Weather Report, mort du Jazz Rock »...
Entre 1977 et 1979, Pastorius est par ailleurs très actif. Il enregistre comme accompagnateur de la chanteuse Joni Mitchell avec le guitariste Pat Metheny et le percussionniste Don Alias Don Juan's Reckless Daughter (1977), Shadows and lights et Mingus (1979). On peut l'entendre aussi aux côtés du tromboniste Albert Mangelsdorff, d'Airto Moreira, de Flora Purim, d'Herbie Hancock, de Michel Colombier, et même sur le morceau Une simple mélodie de Michel Polnareff.
À cette époque, Jaco Pastorius commence à avoir des problèmes de comportement. Il souffre de troubles bipolaires (psychose maniaco-dépressive) où alternent phases d'euphorie et phases de dépression. Par ailleurs, il consomme beaucoup de drogue et d'alcool. Ceci aboutit à des prestations catastrophiques (le concert à La Havane avec John McLaughlin et Tony Williams, en 1979, Trio of Doom, est resté l'un des pires souvenirs du guitariste britannique), des concerts annulés, des altercations avec des musiciens et des dirigeants de maisons de disques.

#### Word of Mouth
En 1981, Jaco enregistre pour le label Warner Music Group avec un big band monté pour l'occasion, le Word of Mouth Band, un album, éponyme pour cause de disputes avec les producteurs des nombreux interprètes de premier plan qui interviennent sur celui-ci. On trouve dans cet orchestre des musiciens de premier plan comme Don Alias, Peter Erskine, Jack DeJohnette, Herbie Hancock, Othello Molineaux, Michael Brecker, Howard Johnson, Hubert Laws, Wayne Shorter, Toots Thielemans... plus un orchestre classique très particulier, car seuls les meilleurs de chaque pupitre ont été retenus par Jaco. L'orchestre qu'il avait demandé n'était pas assez performant. L'ensemble des solistes ont donc enregistré leur partie et ils les ont triplées voire quadruplées pour donner l'effet d'un orchestre de 70 personnes, le tout dirigé par l'arrangeur Michael Gibbs. On peut retrouver une bonne partie du Big Band sur l'album The Birthday Concert enregistré en public pour les 30 ans du bassiste.
La profondeur du jeu de Pastorius en complément — assez désorientant à prime écoute — des sections de cuivres et de percussions, est alors à son apogée. L'originalité des compositions (notamment Three views of a secret) et des arrangements (notamment John and Mary qui oscille entre ballade western sur fond de steel drum et symphonie classique) est poussée aux extrêmes. Sans compter l'interprétation virtuose d'une fantaisie chromatique de Jean-Sébastien Bach jouée à toute allure. Cet aboutissement donne à l'album un aspect testamentaire. On y trouve beaucoup de directions, à l'instar de son premier album solo de 1975.
En 1981 toujours, il enregistre un dernier album avec Weather Report, éponyme, qui sortira en 1982. Pastorius fait une tournée avec le Word of Mouth remonté pour l'occasion. L'orchestre se produit entre autres au Japon (où est enregistré le double album live Twins, dont sera tiré l'album Invitation). Si de nombreux concerts sont merveilleux, comme l'atteste l'écoute des disques, la tournée est pour le moins chaotique, à cause du comportement erratique de son leader. Les anecdotes commencent à remplir la rubrique scandales des journaux. De plus, Pastorius est en instance de divorce (qui se passe mal) et en crise avec sa maison de disques (CBS Sony Music) qui le contraint à dissoudre son big band (l'un des plus onéreux de l'époque).
Jaco Pastorius enregistre ce qui est publié après sa mort comme l'album Holiday for Pans. Cet album, assez étrange, contient une chute (morceau non produit) de son précédent album studio intitulé City of Angels et des maquettes consacrées au steel drums mettant en avant son acolyte Othello Molineaux, spécialiste de l'instrument. À l'époque, Warner, producteur titulaire, refuse de sortir l'album, considérant la musique enregistrée comme trop hermétique et pensant qu'un tel produit n'aurait aucun avenir commercial. Jaco en est très frustré. L'album sort de manière posthume dans les années 1990 au Japon, mais les bandes originales, ayant été laissées à l'abandon, ont été probablement arrangés par rajout d'instruments dans des conditions peu heureuses[réf. nécessaire].

### Le déclin

#### Problèmes mentaux
En 1981, Pastorius se retrouve sans maison de disques et sans orchestre. Ses problèmes psychiatriques sont de plus en plus néfastes. Il enchaîne les accidents (comme la chute d'un balcon en Italie) et les scandales (apparitions sur scène nu, couvert de boue, ivre mort)… Les anecdotes sur ses « excentricités » abondent, parfois amusantes (convoqué en urgence pour une répétition au milieu de la nuit, Brian Melvin trouve le bassiste en train de jouer avec un canard en plastique dans son bain), mais le plus souvent tragiques (lors d'une tournée en Allemagne avec Biréli Lagrène, il saute du bus et est retrouvé le lendemain par la police locale dormant dans la neige vêtu d'un seul t-shirt). Il suit un temps un traitement au lithium qui le rend apathique et l'empêche selon lui de jouer. Mais dès qu'il cesse ce traitement, il redevient incontrôlable et prétend que seul l'alcool arrive à le calmer.

#### Dernières participations

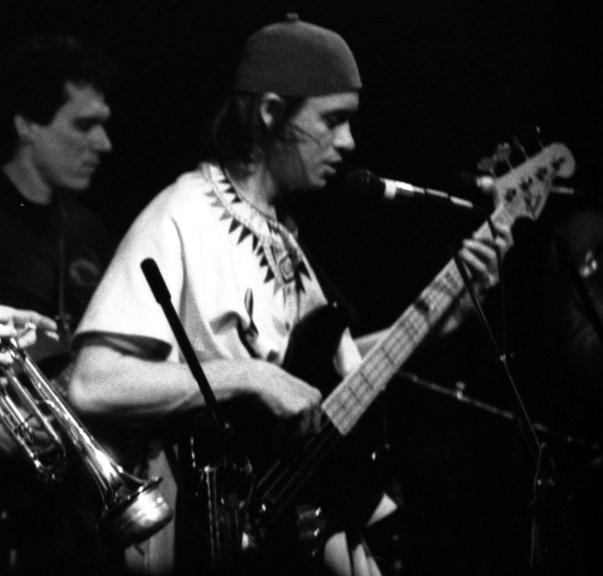
Jaco Pastorius à New York en 1986

À partir de 1984, son comportement lui ferme les portes d'une bonne partie de la scène musicale. On peut cependant l'entendre auprès de Mike Stern, Hiram Bullock, Brian Melvin, Biréli Lagrène, etc. En 1984, il fonde avec Derf Scratch, John Densmore et Jeffrey Meek un groupe de rock, baptisé Crime. Ses concerts et ses disques de l'époque ressemblent malheureusement souvent à des jam sessions informelles et bruyantes. Il participe cependant en 1985 à la réalisation d'une vidéo pédagogique Modern Electric Bass et donne un concert à Bruxelles en compagnie de Toots Thielemans. Il divorce en 1985 de sa seconde épouse, Ingrid,.

#### Sans domicile fixe
En 1986, sans domicile fixe, il dort à la belle étoile et passe la plupart de son temps à traîner avec des clochards sur un terrain de basket. En juillet, il est interné à l'hôpital psychiatrique Bellevue (New York). En décembre, il retourne en Floride, habite un temps chez son père avant de reprendre une vie de semi-clochard. Il est régulièrement arrêté par la police, et « interdit de séjour » dans de nombreux clubs de jazz. De même, il est fréquemment éjecté manu militari de concerts d'autres musiciens durant lesquels il essaie de monter sur scène sans y être invité.

#### Mort
Le soir du 11 septembre 1987, après avoir été expulsé du concert de Santana, Jaco Pastorius est violemment battu par Luc Havan, le responsable de la sécurité d'une discothèque dont on vient de lui refuser l'entrée, le Midnight Bottom Club, à Fort Lauderdale. Le bassiste au comportement autodestructeur aurait donné des coups de pied dans une porte en verre, avant de se battre avec Havan, expert en arts martiaux. On le retrouve inanimé, avec un œil et un bras en très mauvais état et une fracture du crâne, et atteint d'une pneumonie. Il est conduit au Broward General Medical Center où il meurt 10 jours plus tard en n'ayant jamais repris connaissance. La légende dit que son cœur s'est arrêté 3 heures après que l'assistance respiratoire a été débranchée, alors que son électro-encéphalogramme était plat. Le meurtrier, âgé de 25 ans, est d'abord inculpé de meurtre (second degree murder) et condamné à vingt-deux mois de prison ferme et cinq ans de mise à l'épreuve pour violences ayant entraîné la mort sans intention de la donner (third degree murder). Il plaide coupable et passe un accord avec la justice. Libéré pour bonne conduite après quatre mois, il s'installe à Palm Beach County où il exerce la profession d'agent immobilier.

## Style

### L'influence majeure de la basse électrique moderne
Jaco Pastorius est un musicien clé dans l'histoire de la basse. À l'instar de Jimi Hendrix pour la guitare ou de Charlie Parker pour le saxophone, Pastorius a révolutionné l'approche de son instrument. En popularisant le son particulier produit par un manche de basse électrique sans frettes. Par sa virtuosité, son inventivité, son sens du groove, son exploration de toutes les ressources de l'instrument (rythmiques, mélodiques, harmoniques, etc.), mais aussi des spécificités des instruments « amplifiés » : larsen, utilisation de pédales d'effets. Il a inspiré des milliers de bassistes. Il y a un « son Pastorius » qu'on retrouve encore aujourd'hui chez de nombreux musiciens.
Plus largement, Jaco Pastorius a apporté au jazz un vent de folie (il n'est pas innocent qu'une de ses compositions soit titrée Punk jazz). Il fait une magnifique prestation sur Black Market lors d'un concert à la Stadthalle à Offenbach (Allemagne).
Pastorius était aussi un compositeur et un arrangeur remarquable. On lui doit des titres aux mélodies lyriques, aux harmonies complexes qui sont devenus des standards de jazz : une reprise de The Chicken (de Pee Wee Ellis), Continuum, Portrait of Tracy (en), Three views of a secret, Teen town, Liberty city, Reza, Used to be a cha cha, River people, Opus pocus, etc. sans oublier des reprises très originales de standards remaniés tels que Sophisticated Lady de Duke Ellington, Donna Lee de Miles Davis, Pinocchio de Wayne Shorter...

### Instruments
Jaco Pastorius était connu pour utiliser principalement deux basses Fender Jazz Bass du début des années 1960. Il en possédait une avec frettes, l'autre sans : le modèle fretless ayant été sa basse fétiche. Contrairement aux dires de beaucoup de gens, Jaco a acheté cette basse avec un manche en mauvais état. Et c'est son luthier, Kevin Kaufmann qui aura « sauvé » le manche en y mettant du vernis et de la résine pour coque de bateau[réf. nécessaire]…

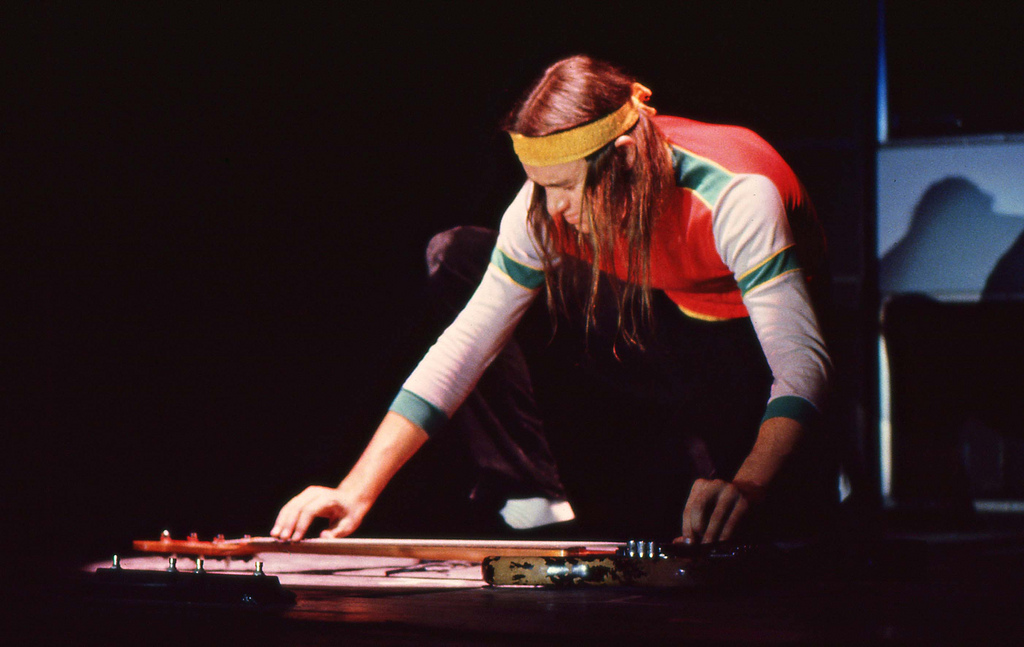
[Vidéo] : Pastorius développe les harmoniques particulières de Portrait of Tracy en posant sa basse électrique sur le sol (Amsterdam, 1980).

Il fut l'un des premiers bassistes à utiliser les contrôles d'égaliseur pour remonter la puissance des fréquences médiums, accentuant ainsi le rendu déjà très rond de sa Fender fretless. Ses amplis de prédilection étaient des Acoustic 360 (tête + baffle de 18") et à la toute fin, il utilisa aussi des baffles Hartke composés de haut-parleurs de 10", car il appréciait le son net des cônes en aluminium.
Il utilisait aussi l'effet Delay MXR (qu'on peut entendre sur son solo avec Weather Report, Slang, où il met en boucle un petit riff avant de jouer un solo par-dessus). Cet effet lui permettait de créer également un son très particulier, doublant les notes quand il réglait le delay au minimum. Il utilisa vers 1983 une pédale Chorus et un Octaver (que l'on entend notamment dans les sessions avec Biréli Lagrène, en 1986).
Ses deux basses de 1960 et 1962 ont été volées peu après son entrée à l'hôpital de Bellevue, en 1986. Sa " bass of doom"  a été restituée à sa famille en 2006 par l'intermédiaire de Robert Trujillo, bassiste de Metallica. Il  possédait aussi deux basses Jaydee conçues pour lui peu avant sa mort. En 2002, sa basse frettée, reconnaissable à une grosse marque d'usure sur le haut du corps fut vendue sur eBay. La famille ignore maintenant où elle se trouve. (Source : Ingrid Pastorius). Sa basse fretless fut cassée par Jaco après une violente colère et une chute dans un escalier, puis réparée par son luthier Kevin Kaufman en 1986. Les morceaux furent réassemblés. La basse fut ainsi remise totalement à neuf avec un vernis ne rappelant pas la légendaire « Bass of Doom ». Quelques semaines ou mois plus tard, elle est volée dans un parc alors que Jaco s'était absenté quelques minutes du banc où il s'était assis. Elle fut retrouvée récemment [Quand ?] , et Victor Wooten, Will Lee et Victor Bailey l'ont authentifiée comme étant celle de Jaco Pastorius, bien évidemment après sa rénovation.

### Technique
Jaco Pastorius était un maître unique dans l'utilisation des harmoniques naturelles et artificielles (particulièrement dans Portrait of Tracy (en)), ce qui lui permettait d'obtenir des effets sonores proches d'un carillon.
Peter Erskine, ancien batteur de Weather Report et sideman émérite avec Don Alias (percussionniste) de Jaco, rapporte sur les commentaires de l'album 30th Anniversary qu'il travaillait énormément son jeu scénique (cf. son morceau Slang, où il joue son dernier accord en sautant à pieds joints sur sa basse, également en saupoudrant la scène de talc pour lui permettre de danser en pivotant très vite sur ses pieds, ce qui énervait passablement Joe Zawinul à la longue). Cet épisode démontre que Jaco Pastorius, non content de soigner parfaitement sa virtuosité et la qualité de ses compositions/arrangements, tenait à un jeu de scène remarquable pour mettre en évidence sa musique, à l'instar d'un Jimi Hendrix qu'il allait jusqu'à singer en jouant des solos avec les dents lors de certains concerts de Weather Report[réf. nécessaire].

## Discographie

### Albums solo
- 1976 : Jaco Pastorius (Epic)
- 1981 : Word of Mouth (en) (Warner Bros.)
- 1982 : Twins I, live à l'Aurex Jazz Festival (Warner Bros.)
- 1982 : Twins II, live à l'Aurex Jazz Festival (Warner Bros.)
- 1983 : Invitation (en) (compilation des albums Twins)
- 1986 : Stuttgart Aria, avec et Biréli Lagrène (Le Chant du Monde)

### Albums posthumes
| Sortie | Enregistrement | Titre                                               | Label               | Musiciens                             |
| ------ | -------------- | --------------------------------------------------- | ------------------- | ------------------------------------- |
| 1991   | 1986           | Honestly - Solo Live                                | Jazzpoint Records   | Solo                                  |
| 1991   | 1986           | Live in Italy                                       | Jazzpoint Records   | avec Biréli Lagrène                   |
| 1991   | 1984           | Blackbird                                           | Alfa Jazz           |                                       |
| 1992   | 1986           | Heavy'n Jazz                                        | Jazzpoint Records   | avec Biréli Lagrène et Serge Bringolf |
| 1993   | 1980-1982      | Holiday for Pans (en)                               | Sound Hills Records |                                       |
| 1995   | 1981           | The Birthday Concert (en)                           | Warner Bros.        |                                       |
| 1997   | 1986           | Golden Roads                                        | Sound Hills         |                                       |
| 1997   | 1986           | A Good Stitch for Golden Roads                      | Sound Hills         |                                       |
| 1999   | 1986           | Broadway Blues & Teresa                             | Jazzpoint Records   |                                       |
| 2007   | 1979           | Trio of Doom                                        | Columbia            | avec Tony Williams et John McLaughlin |
| 2008   |                | Legendary Demo & Live Tracks                        | Victor              |                                       |
| 2014   | 1974           | Modern American Music…Period! The Criteria Sessions | Omnivore Recordings |                                       |
| 2017   | 1982           | Truth, Liberty & Soul                               | Resonance           |                                       |

### Compilations
- 2003 : Punk Jazz: The Jaco Pastorius Anthology (Warner Bros./Rhino)
- 2006 : The Early Years Recordings (Holiday Park)

### Albums avecWeather Report
- 1976 : Black Market, sur Cannon Ball et Barbary Coast
- 1977 : Heavy Weather
- 1978 : Mr. Gone
- 1979 : 8:30
- 1980 : Night Passage
- 1982 : Weather Report
- 2002 : Live and Unreleased (en), compilation d'enregistrements live, entre 1975 et 1983
- 2015 : The Legendary Live Tapes: 1978–1981 (en)

### Collaborations
Avec Randy Bernsen (en)
- 1984 : Music for Planets, People & Washing Machines
- 1986 : Mo' Wasabi
- 1988 : Paradise Citizens

Avec Herbie Hancock
- 1978 : Sunlight (Columbia)
- 1980 : Mr. Hands (Columbia)

Avec Brian Melvin
- 1986 : Nightfood (Timeless Records)
- 1989 : Nightfood (Global Pacific)
- 1989 : Jazz Street (Global Pacific)
- 1990 : Standards Zone (Global Pacific Records)
- 2016 : Brian Melvin’s Nightfood, Jazz in Toulouse, enregistré en 1985 (Global Pacific)

Avec Joni Mitchell
- 1976 : Hejira
- 1977 : Don Juan's Reckless Daughter
- 1979 : Mingus
- 1980 : Shadows and Light

Autres collaborations
- 1974 : Little Beaver, Party Down
- 1976 : Pat Metheny, Bright Size Life
- 1976 : Ira Sullivan, Ira Sullivan
- 1976 : Albert Mangelsdorff, Trilogue - Live!
- 1976 : Al Di Meola, Land of the Midnight Sun
- 1976 : Ian Hunter, All American Alien Boy
- 1977 : Airto Moreira, I'm Fine, How Are You?
- 1978 : Tom Scott, Intimate Strangers
- 1978 : Flora Purim, Everyday Everynight
- 1978 : Cockrell & Santos, New Beginnings
- 1979 : Michel Colombier, Michel Colombier
- 1979 : Manolo Badrena, Manolo
- 1979 : Michel Polnareff, Coucou me revoilou
- 1982 : Bob Mintzer, Source
- 1982 : Conrad Sivert Presents Jazz at the Opera House
- 1985 : Deadline, Down by Law
- 1985 : Jimmy Cliff, Cliff Hanger
- 1986 : Mike Stern, Upside Downside
- 2009 : Tommy Strand, Tommy Strand and The Upper Hand, Featuring Jaco Pastorius (enregistré en 1971)

## Filmographie
- 2014 : Jaco: The Film (en) : film hommage produit par Robert Trujillo, bassiste du groupe Metallica[16].
- [vidéo] « Jaco Pastorius "The lost tapes Documentary" », sur YouTube. Un documentaire français de Marc Renault, Chris Reynaud, François Loubeyre et Nicolas Clabault.

## Hommages
- Miles Davis a rendu hommage à Jaco Pastorius en lui dédiant Mr. Pastorius, un des morceaux de l'album Amandla composé par Marcus Miller.
- Ana Popović lui a dédié le morceau Jaco de l'album Comfort to the soul (2003).